# Caecum digitulum
Caecum digitulum es una especie de molusco gasterópodo de la familia Caecidae.

## Distribución geográfica
Se encuentra  en Nueva Zelanda.